# Ace Combat 2
Ace Combat 2 là một trò chơi điện tử thuộc thể loại mô phỏng bay chiến đấu bán thực tế do hãng Namco đồng phát triển và phát hành cho hệ máy PlayStation vào năm 1997. Đây là phiên bản thứ hai trong dòng game Ace Combat và vẫn tiếp tục lối chơi theo phong cách arcade của phiên bản Air Combat đầu tiên với những cải tiến lớn. Năm 2005 Namco đã cho phát hành lại Ace Combat 2 như là một phần của NamCollection cho hệ máy PlayStation 2 để chào mừng kỷ niệm lần thứ 50 của công ty. 

## Cốt truyện
Một nhóm phiến quân đã phát động một cuộc nổi dậy lớn trên tất cả các châu lục Usean. Việc tiếp quản chỉ xảy ra khi một số nhà lãnh đạo chính trị tham dự một hội nghị hòa bình ở một địa điểm xa xôi. Tốc độ của các cuộc đảo chính cho phép các phiến quân sở hữu những loại vũ khí chiến lược đặc biệt. Sự nguy hiểm của mối đe dọa như thế này khiến một số người đã gợi ý đến việc triển khai lực lượng không quân đánh thuê tinh nhuệ Scarface để dập tắt nó. 
Cốt truyện trên được gọt giũa ra từ trong phiên bản remake của 3DS là Assault Horizon Legacy. Nỗi lo sợ bị vướng vào mối đe doạ binh đao giữa Liên bang Osean và Liên hiệp các nước Cộng hòa Yuktobanian bốn năm sau khi các sự kiện của cuộc chiến tranh Belkan, các quốc gia trên lục địa Usean đồng ý đoàn kết và tạo thành một liên minh quân sự thứ ba. Tuy nhiên, các quốc gia ở miền nam Usea cân nhắc việc gia nhập Liên bang Osean sau khi Liên bang này đề nghị ký kết một hiệp ước quân sự với họ. Các nước khác trong Usea thì lại phản đối động thái này, nhưng các quốc gia phía Nam tiếp tục đẩy mạnh hiệp ước. Nhân viên quân sự phe bảo thủ ở các nước này đã sắp đặt một cuộc đảo chính vào ngày ký kết hiệp ước, và thậm chí cả các lực lượng quân sự ở các quốc gia Usean khác còn tham gia cuộc nổi loạn. Đứng trước nguy cơ sụp đổ hoàn toàn, chính phủ Usean thực hiện một cuộc tấn công với mật danh Operation Fighter's Honor (Chiến dịch danh dự chiến sĩ), với Phi đội Chiến đấu cơ chiến thuật đặc biệt Scarface (Special Tactical Fighter Squadron Scarface) dẫn đầu cuộc tấn công.

## Lối chơi
Nhân vật chính của người chơi là một thành viên của phi đội chiến đấu cơ đánh thuê chuyên nghiệp có tên là "Scarface" và được lựa chọn để tham gia vào công việc hiện tại (thời đó). Chất lượng đồ họa của game đã được cải thiện so với phiên bản tiền nhiệm Air Combat dù phong cách chơi và cơ chế vật lý đều giống nhau. Trước mỗi nhiệm vụ, người chơi có thể xem một lời chỉ dẫn nhanh về nhiệm vụ giúp tổng hợp những mục tiêu chính và loại nhiệm vụ trong game. Sau chỉ dẫn đó, người chơi có thể chọn xem họ muốn có sự hiện diện của một người đồng đội nào, tuy vậy tùy chọn này chỉ có sẵn tại các nhiệm vụ được lựa chọn. Tùy chọn đồng đội đã có từ phiên bản đầu tiên Air Combat nhưng cho phép người chơi phải chọn vai trò cụ thể hơn cho các đồng đội thực hiện trong nhiệm vụ này.
Trong quá trình bay, người chơi còn có thể không chiến với những chiếc máy bay khác hoặc tập trung nhiều hơn vào các mục tiêu mặt đất. Ngoài ra còn có một tùy chọn để thay đổi độ khó của phi vụ từ cấp độ dễ của tân binh (novice) cho đến kiểu khó hơn của chuyên gia (expert), điều này cho phép người chơi sử dụng lối di chuyển chiến đấu hạng nặng và mang tính nhào lộn trên không. Cảm giác về các trận không chiến tổng thể của trò chơi đều mang tính thực tế và kết hợp những đợt diễn tập chiến đấu thực do các phi công xuất sắc nhất thực hiện.
Nhiều loại trong số máy bay có thể di chuyển trong phiên bản đầu tiên cũng trở lại trong Ace Combat 2, trong đó còn bao gồm các kiểu máy bay mới thực sự sống động. Trò chơi cũng giới thiệu các khái niệm về nhượng quyền thương mại của các loại siêu chiến đấu cơ hay phản lực cơ duy nhất từ máy bay hiện có trong thiết kế và hiệu suất bay. Hai mẫu siêu chiến đấu cơ được giới thiệu là ADF-01 và XF/A-27 mà người chơi chỉ có thể tiếp nhận sau này. Một thanh đồ thị cũng cho biết chiếc máy bay đã dùng được bao nhiêu lần. Các máy bay cũng thể phủ lên phông màu quân sự thực tế, bỏ qua phông màu theo kiểu phượng hoàng có trong phiên bản đầu tiên. Thời gian hoạt động có thể được quyết định thông qua một kim đo nhiên liệu. Sau đó trong game, người chơi sẽ phải lựa chọn hai con đường nhiệm vụ phân nhánh (gọi là Alphaville và Belissima). Một số mục tiêu trong nhiệm vụ cũng có thể mở khóa các nhiệm vụ bí mật và kết thúc thay thế.
Ace Combat 2 còn giới thiệu khái niệm mới về aces, tức là những phi công xuất sắc có hiệu suất bay tốt hơn so với chuẩn mực của phi công đối phương. Họ được nhận biết bởi cách phối màu độc đáo trên máy bay và những tín hiệu của mình. Một số aces bay cùng nhau theo một phi đội. Bắn hạ một phi công huyền thoại hay phi đội của họ sẽ giúp người chơi kiếm được một tấm huy chương trong hồ sơ của mình.

## Remake
Bản Nintendo 3DS remake đã được phát hành với tên gọi Ace Combat: Assault Horizon Legacy tại Bắc Mỹ vào ngày 15 tháng 11 năm 2011 và châu Âu vào ngày 2 tháng 12 năm 2011. Phiên bản tiếng Nhật có tên là Ace Combat 3D: Cross Rumble đã được phát hành vào ngày 12 tháng 1 năm 2012. Bản remake này làm lại diễn xuất bằng giọng nói và canh tân việc thiết kế màn chơi.